# مايك قسطنطين
مايك قسطنطين (بالإنجليزية: Mike Constantino)‏ (5 فبراير 1969 بنيويورك في الولايات المتحدة - ) هو لاعب كرة قدم أمريكي في مركز الهجوم. شارك مع منتخب الولايات المتحدة تحت 20 سنة لكرة القدم ومنتخب الولايات المتحدة لكرة القدم.

## وصلات خارجية
- مايك قسطنطين على موقع الاتحاد الدولي (مؤرشف)  (الإنجليزية)